# Karl Schmid

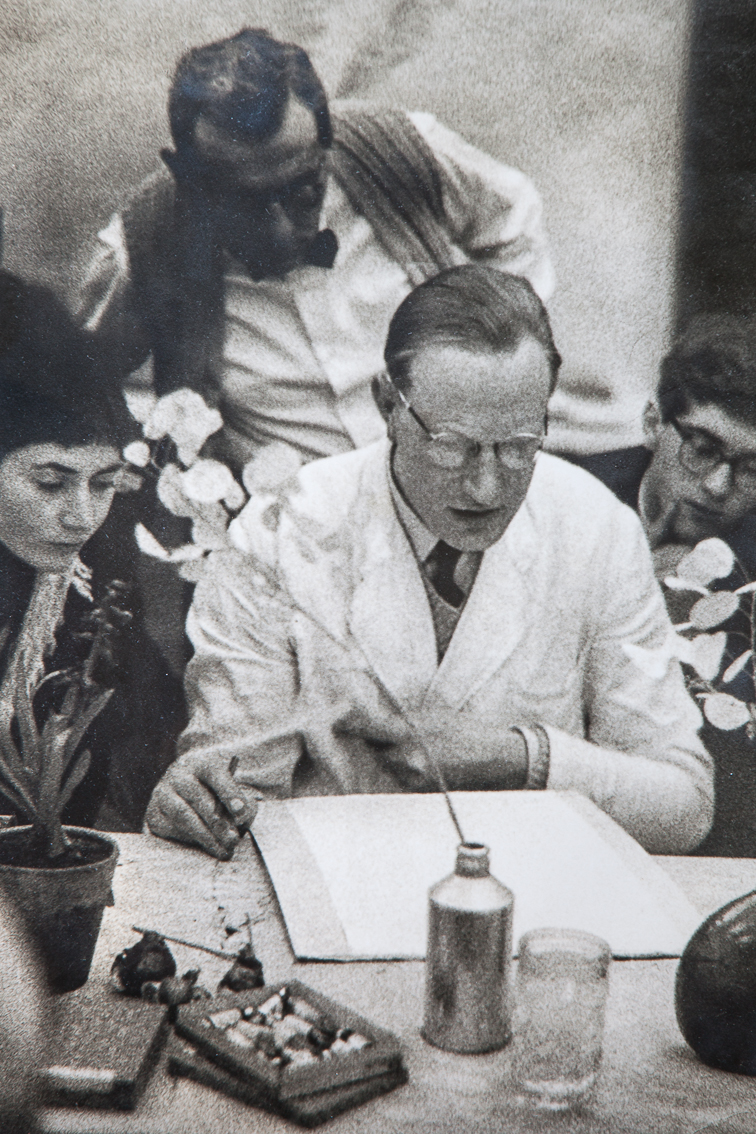
K. Schmid e os seus alunos na Kunstgewerbeschule - Reprodução de fotos antigas (anos 60)

Karl Schmid (Zurique, 10 de maio de 1914 - Zurique, 13 de agosto de 1998) foi um artista suíço em funções desde a década de 1930 até à década de 1990. Foi pintor, escultor, gravador, ilustrador, artista gráfico e professor. 

## Biografia

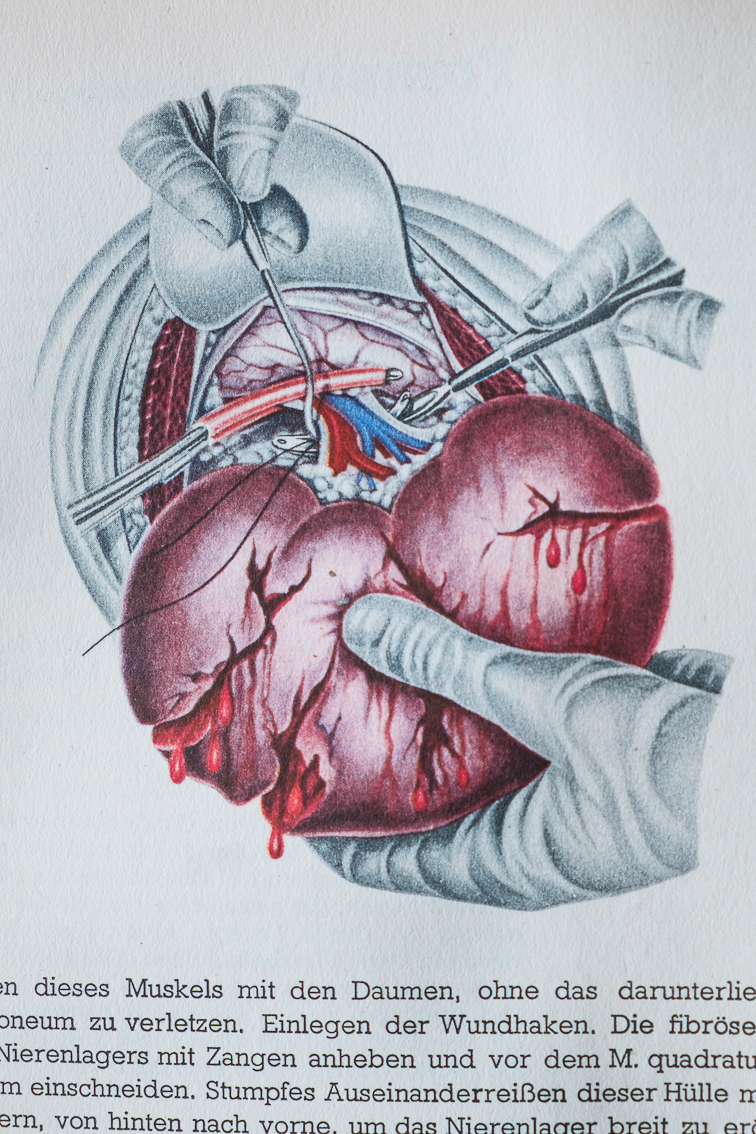
K.Schmid Ilustração científica dos anos 40 – Fonte: Aide-mémoire d'interventions urgentes "Siegfried" pelo Prof. Charles Perret, Montreux, 1947

Karl Schmid nasceu em Zurique. O seu pai, de origem judaica, morreu na Primeira Guerra Mundial. A sua mãe, que permaneceu em situação de extrema pobreza, sofreu de epilepsia e esquizofrenia; em cada uma das suas hospitalizações Schmid é enviado para um orfanato, onde passa a sua infância e parte da sua adolescência.
Sonha frequentemente em tornar-se cirurgião médico, mas também demonstra uma paixão pela escultura em madeira, pelo que é orientado para servir um aprendiz de marceneiro e carpinteiro. Esta formação de artesão seria decisiva para todo o seu trabalho. Frequentou uma escola nocturna e alguns cursos avançados na Escola de Artes e Ofícios.  Schmid passou parte do seu tempo livre na biblioteca pública de Zurique, onde leu tudo, com predilecção pela literatura e especialmente pela arte. Durante os seus anos de formação conheceu artistas como Oskar Kokoschka e Ernst Ludwig Kirchner .   Schmid e Kirchner conheceram-se em Davos, num sanatório de tuberculose, uma doença da qual ambos sofreram. "...o seu sofrimento comum da mesma doença, mas mais ainda o seu entusiasmo comum por um novo conceito expressivo de arte, aproximou-os e rapidamente se desenvolveu uma profunda amizade".
Em 1932 Karl assistiu como auditor às conferências de Paul Clairmont, professor de cirurgia na Universidade de Zurique. Clairmont reparou no jovem concentrado a desenhar na sala de conferências. Observando-o de perto reconheceu o seu talento nato para retratar a anatomia humana, elogiou o seu trabalho e consequentemente contratou-o como ilustrador cirúrgico, o primeiro na Universidade de Zurique. De 1932 a 1941 produziu ilustrações para publicações científicas.
Nessa época, casou com a Dra. Erika Bilfinger, (psiquiatra). Do casamento, nasceram dois filhos.
Os seus desenhos científicos atraíram a atenção de Walter Gropius, um dos co-fundadores da Bauhaus, que convidou Karl Schmid para a América para leccionar na Escola Superior de Design de Harvard. Também através de Gropius, recebeu uma oferta da Disney para ser o ilustrador de um filme de animação.  Gropius apresenta Karl Schmid a Johannes Itten, director da Zürcher Kunstgewerbeschule - Escola de Artes Aplicadas de Zurique (hoje a Universidade das Artes de Zurique), Itten quiscontratá-lo como professor.
Em 1944 Karl Schmid funda um dos primeiros cursosde ilustraçãocientífica, onde ensinará até 1971.

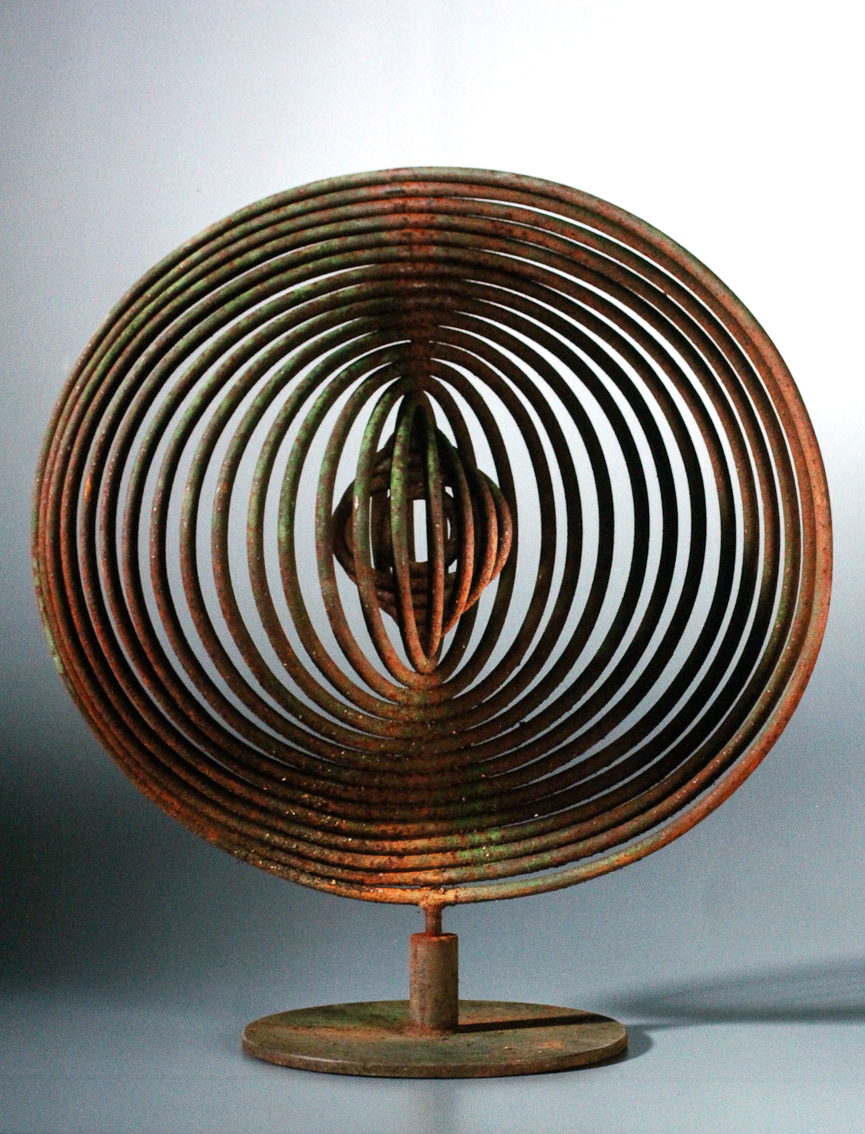
K. Schmid - Sem título (década de 1970) - Escultura em ferro oxidado, 145 x 45 cm

Karl mudou-se com a sua família para o distrito de Seefeld, em Zurique. Graças ao rendimento seguro da escola, pode entãoter o seu primeiro verdadeiro estúdio no antigo estábulo de Villa Herold em Klausstrasse.
Na Primavera de 1944, Karl Schmid conheceu Hans Arp,em Zurique, na casa de amigos e coleccionadores de arte. Na altura, Arp sofria da morte da sua primeira esposa, Sophie Taeuber-Arp, que tinha morrido um ano antes num acidente na casa de Max Bill, onde ambos eram convidados.  Mais tarde, Max Bill acompanharia Arp ao estúdio de Schmid, numa tentativa de ajudar o seu amigo a superar a sua depressão através de novos projectos artísticos. A partir daí, desenvolveu-se uma amizade e colaboração vitalícia entre Schmid e Arp. Schmid prepararia relevos de madeira, cortes de madeira e o livro do artista Elemente (Elementos) para Arp.
Em 1956, Karl Schmid ficou também a cargo dum curso preparatório na Escola de Artes Aplicadas: o Vorbereitungsklasse. Em 1962 mudou-se para a sua casa  estúdio em Gockhausen. No estúdio ele organizou um ambiente diferente para cada ofício: pintura, escultura em madeira, técnicas de gravura, até uma oficina de ferreiro, onde cria a maior parte das suas obras em ferro e bronze dos anos 70 e 80. A sua única exposição antológica tem lugar em 1965 no Helmhaus e mostra as suas obras juntamente com as dos seus alunos: "Karl Schmid und seine Schuler" (Karl Schmid e os seus alunos).
A partir dos anos 60 recebeu muitas comissões no campo das intervenções artísticas para a arquitectura. Criou murais em escolas, edifícios públicos e privados nos cantões de Zurique, Zug, Graubünden e Ticino. 
Em 1971, aos 57 anos, retirou-se cedo do ensino: a doença de que sofria há algum tempo agravou-se, mas nunca deixaria de produzir uma grande quantidade de trabalho, incluindo trabalhos murais para a arquitectura. Nos últimos anos da sua vida, Karl ficaria cada vez mais isolado: "...ultimamente, nos longos anos em que se afastou de todas as interações comos seus amigos para cumprir a sua missão artística, o que o levou a uma solidão sem limites".
Karl Schmid faleceu a 13 de agosto de 1998 no Hospital Neumünster em Zurique. Está enterrado no cemitério de Friedhof Uetliberg. 

## Produção artística

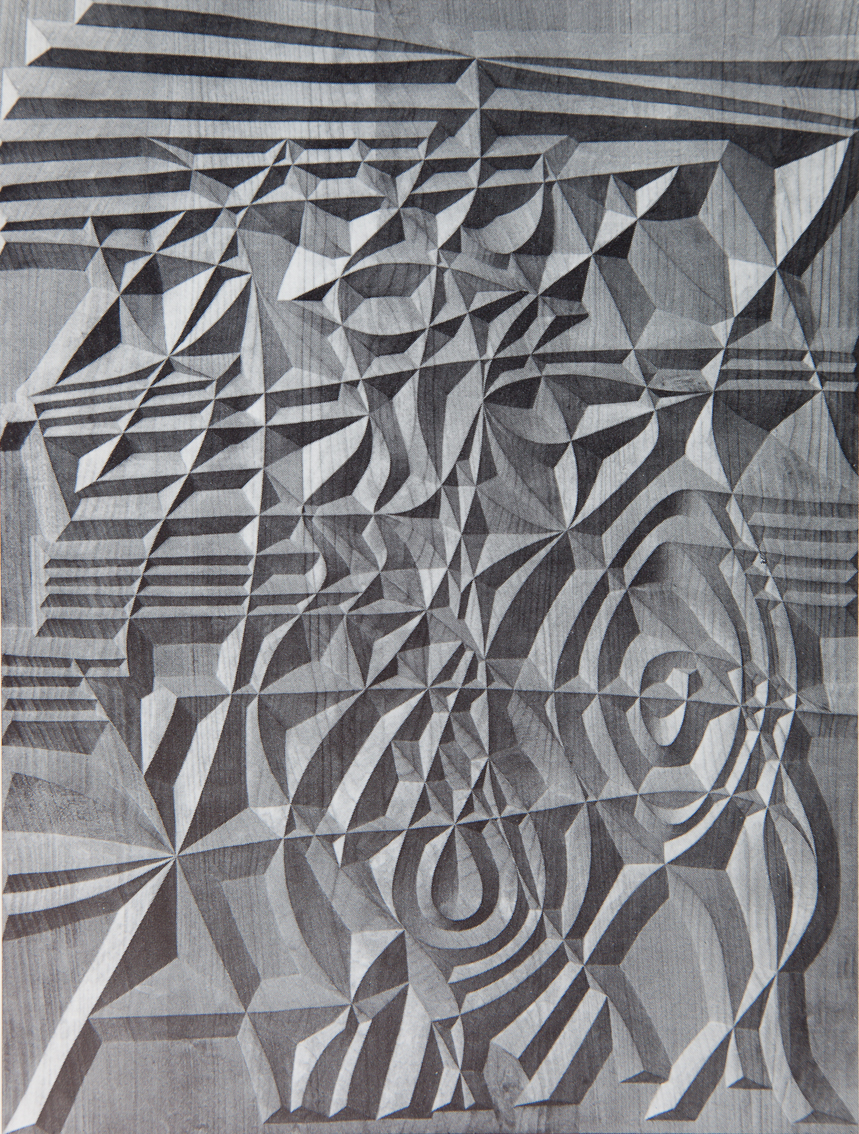
K.Schmid Die Lustmühle im Kanton Aargau - "O moinho do prazer no cantão de Aargau", (anos 60) - Relevo em madeira de cerejeira

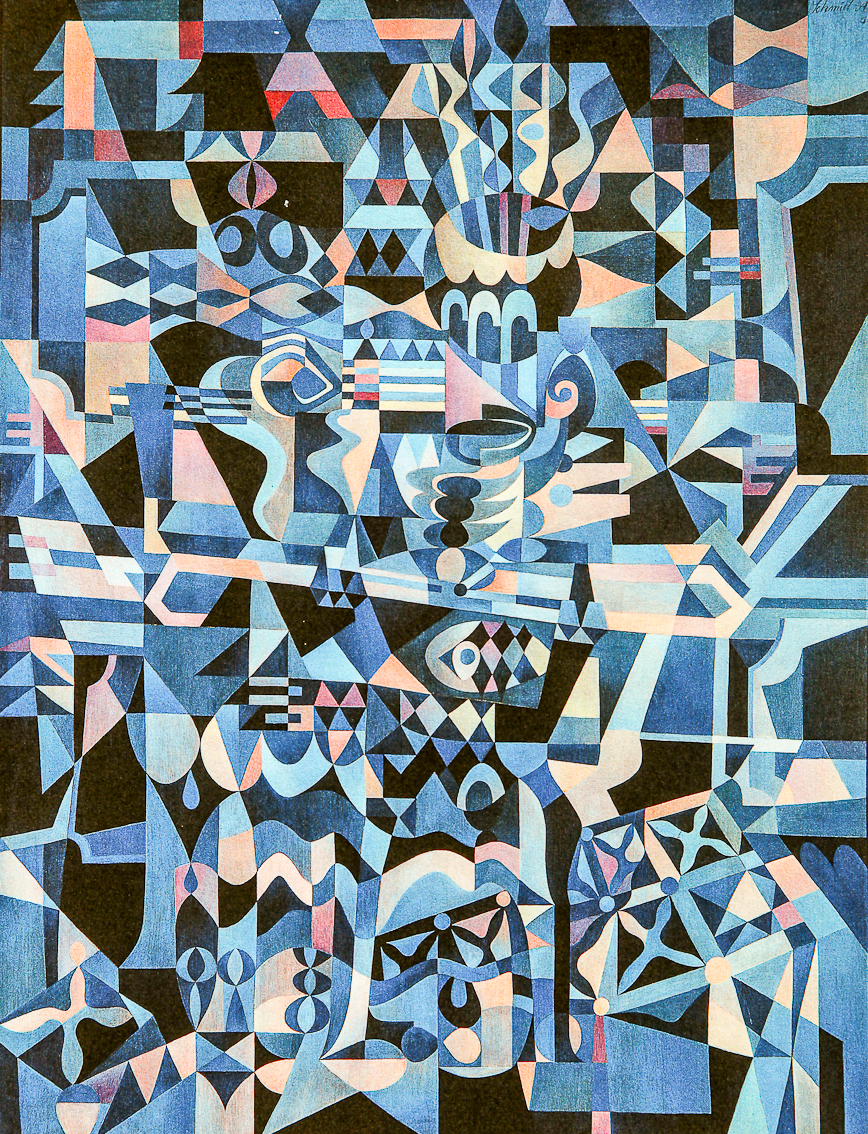
K.Schmid Der geteckte Tisch - 'A mesa posta', 1955 - Pintura preparatória para tapeçaria

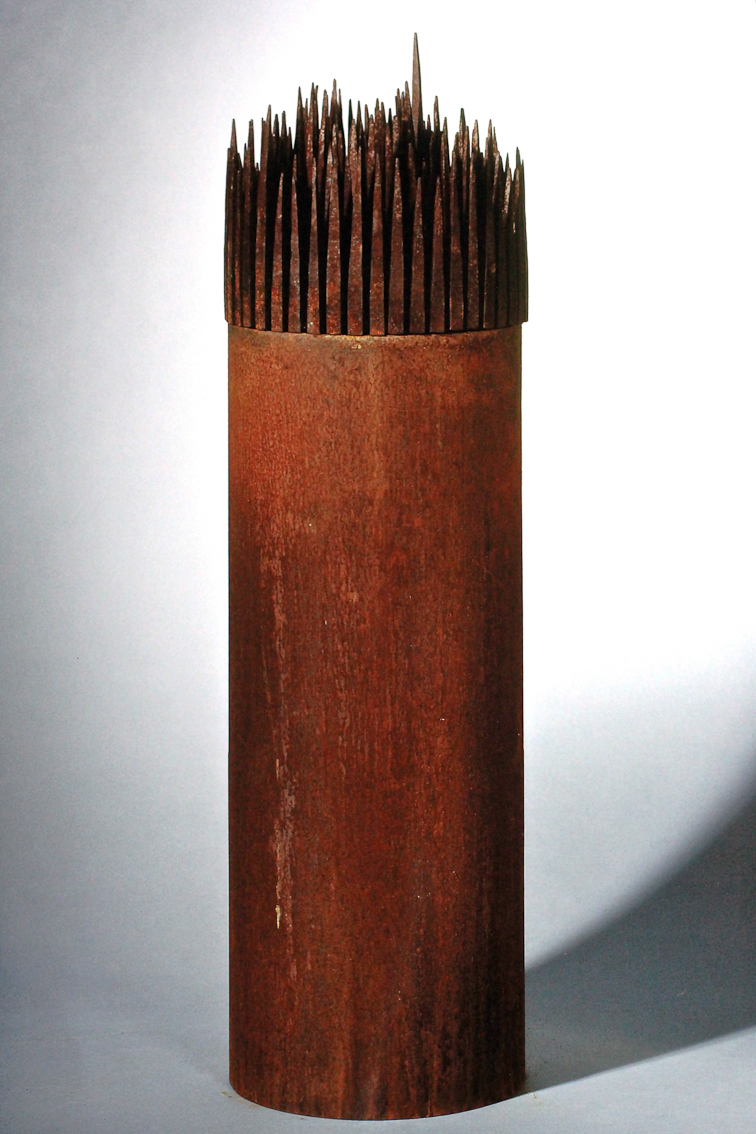
K. Schmid, Auschwitz (anos 60) - Escultura de ferro oxidado, 145 x 45 cm

O trabalho de Karl Schmid consiste em desenhos, litografias, xilogravuras, estampas em tecido, pinturas a óleo, aguarelas, tapeçarias, baixos-relevos, esculturas em madeira, pedra e ferro, pinturas murais e relevos arquitectónicos.
"A arte de Karl Schmid vai desde o trabalho estritamente naturalista (ilustrações científicas) até à composição abstracta".
"Dominou as mais diversas técnicas gráficas, o seu trabalho abrange uma vasta gama de materiais e é, no entanto, inegável que o desenho tem para ele a mais alta prioridade".

### Trabalhos realizados em edifícios
"Karl Schmid era um mestre da empatia com a arquitectura moderna".
No final dos anos 70, o ETH (Instituto Federal de Tecnologia de Zurique) quisatribuir-lhe o honoris causa em arquitectura, mas ele recusa.  Ele cria obras murais em escolas, edifícios públicos e privados nos cantões de Zurique, Zug, Graubünden e Ticino.
Algumas das suas obras mais importantes:
- 1965-66 Kindergarten "Altbach", Brüttisellen (ZH) - Pintura Mural
- 1965-67 Schulhaus Gutschick, Winterthur[10] - 1965, Jardim dos Símbolos, relevos de carvalho (chão de átrio-terra), 1967 Pintura de parede (entrada exterior)
- 1966 Casa de repouso Neubühl ZH-Wollishofen[11] - Dämmerung (Crepúsculo), pintura de parede (escada), sinais desorientação, feito de ferro (no hall de entrada), pintura de parede com sinais do Zodíaco, 12 sinais do Zodíaco, relevos de parede de ferro (um em cada uma das 12 varandas do andar)
- 1967 Estação de investigação Agroscope , Zurique - 40 m de friso de betão armado acima da área de entrada (Betonfries)
- 1968 Complexo Desportivo de Trü, Scuol GR, Suíça - Pintura mural na piscina interior
- 1970 Rämibühl Cantonal School, Rämistrasse 58, Zurique[12] -Pinturas murais: refeitório, entrada da cafetaria, corredor-garagem, escadaria-atrium
- Cemitério Friedhof Uetliberg 1974 - Zurique[13] - Mosaico de chão
- 1975 Edifício residencial, Klausstrasse 4, Zurique - paisagem abstrata - hall de entrada e escadas
- 1980 Casa Schmid - Lionza (Centovalli - Ticino) - Pintura de parede exterior

### Exposições
Karl Schmid era um artista independente e idealista, relutante em participar no mercado da arte. Preferiu vender as suas obras directamente a coleccionadores que conhecia pessoalmente. As suas raras exposições só foram feitas por iniciativa de instituições públicas ou privadas.
- Em 1957, os seus desenhos foram expostos na exposição colectiva "Desenho na obra de jovens pintores e escultores suíços", Berna, Kunsthalle, 3.8.1957- 8.9.1957[14]
- A sua única exposição antológica teve lugar em 1965, juntamente com os seus alunos da Escola de Artes Aplicadas: "Karl Schmid und seine Schuler" (Karl Schmid e os seus alunos). Zurique, Helmhaus 23.01-28.02.1965. Nesta ocasião, o Kunsthaus Zurique adquire o relevo em madeira de cerejeira Die Lustmühle Kanton Aarau,[15] (O moinho do prazer no cantão de Aarau).[2]
- Exposição individual como parte da exposição: Cinco Artistas Suíços na SKA em Werdmühleplatz em Zurique, de 6.3.1991 a 19.4.1991.[16]
- Em 2004, a exposição póstuma Erinnerungen an Karl Schmid (Memórias de Karl Schmid) foi organizada pela Fundação Ritter-Hürlimann. Uster, Villa Grunholzer, de 1.5.2004 a 16.5.2004.[17] A exposição teve lugar em Uster.

## Carreira de professor
Em 1944 Karl Schmid começou a ensinar desenho científico na Zurich School of Applied Arts a convite do director Johannes Itten. Em 1956 foi-lhe também confiado o ensino de um curso preparatório. "Ele aceitou esta tarefa responsável com devoção paterna. (...) Os seus grandes modelos, Rudolf Steiner e Heinrich Pestalozzi, inspiraram-no a tratar os seus alunos com o maior respeito. Ele trouxe muitas ideias novas para o ensino, começando pelos exercícios mais simples. No entanto, ele exigiu que fossem realizados com absoluta dedicação e perfeição artesanal. Ele levava constantemente os seus alunos a estabelecer uma ligação com qualquer 'beleza' com que sonhassem através de sensibilidade, perseverança e cuidado" "Karl Schmid é um professor nato. Os elementos formais, os materiais, os processos criativos internos são o que ele transfere para o aluno. (...) Schmid nunca transmitia um só estilo para o aluno, mas antes a visão de todo um mundo em tumulto".

### Projetos realizados com estudantes
- 1958 - O folheto Punktgeschichten / 'Stories of dots', realizado como um projecto de turma. "Com a mais simples das ferramentas - um prego afiado - os alunos fizeram gravuras em tábuas de madeira de pereira polida. Os stencils foram então impressos na loja de impressão. Através deste exercício asceticamente simples de concepção, os alunos foram sensibilizados para a infinita riqueza criativa que pode ser encontrada em todas as coisas, mesmo na mais pequena possibilidade criativa, o ponto".[2]
- 1962 - Ilustrações para um herbário: “Unkräuter”, (Malerbe) para a empresa Ciba-Geigy.[3]

"Todas as plantas selvagens da Suíça deviam ser representadas com precisão em aguarela. Todo o trabalho durou sete anos e no final incluía cerca de 180 placas de aguarela trabalhadas com extrema precisão".  Em simultâneo organiza também uma experiência de design didáctico com os seus alunos: um serviço de mesa de talheres de madeira. 
- 1965 - Reedição gráfica de “Historia Plantarum” de Conrad Gessner.[3]
- 1965 - Karl Schmid é convidado pelo Kunsthaus Zurique para expor as suas obras no Helmhaus.[9]

"Ele concordou de bom grado e sugeriu que também poderia mostrar as obras dos seus alunos do curso preliminar e da aula de ilustração científica. Ele sentiu que a sua contribuição educativa era uma parte essencial do seu trabalho criativo".
Max Bill, que foi encarregado de fazer uma proposta de reforma para a Escola de Artes e Ofícios, declarou nas suas conclusões que o instituto deveria ser encerrado por causa de métodos de ensino ultrapassados. Ele considerou apenas o ensino de alguns cursos como inovador, entre os quais mencionou o de Karl Schmid.

### Os estudantes de Karl Schmid
- Oliviero Toscani, fotógrafo de moda e publicidade, escritor, político, comunicador, criador de imagens corporativas e campanhas publicitárias para Benetton, Chanel, Esprit, Fiorucci. Frequentou a Zürcher Kunstgewerbeschule em 1961.[18] Toscani recorda que foi ele quem o orientou para a fotografia: na altura, queria tornar-se pintor. Schmid levou-o ao Zoológico de Zurique para desenhar animais (era um dos seus métodos pedagógicos)[17] e depois de ver os seus desenhos aconselhou-o a ser fotógrafo.
- Harald Naegeli, aluno de 1957 a 1962. Conhecido como o "Pulverizador de Zurique", precursor da arte de rua no final dos anos setenta.
- Hans Ruedi Giger, de 1959 a 1960. Pintor, desenhador, ilustrador e escultor. No campo dos efeitos especiais cinematográficos, criou, em colaboração com Carlo Rambaldi, a criatura protagonista de Alien, Oscar de melhores efeitos especiais de 1980.
- Kurt Laurenz Metzler, de 1958 a 1963. Escultor
- Hardy Hepp, de 1962 a 1966. Pintor, desenhador e músico.
- Fredi M. Murer, de 1960 a 1964. Realizador, argumentista, contador de histórias, fotógrafo e desenhador.
- Ernst Ghenzi, 1951-54. Escultor
- Leo Paul Erhardt, 1966-68. Escultor e fotógrafo (colaborou com Toscani)